# Ким Ён Ун
Ким Ён Ун  (кор. 김영운, англ. Young Oon Kim, 1914–1989) — одна из ведущих богословов Церкви объединения на раннем этапе распространения, была первым миссионером церкви в Соединенных Штатах.

## Биография
Ким родилась в корейской провинции Хванхэ-Намдо в 1914 году. 
Работала профессором религии в Университете Ихва в Сеуле, Южная Корея. Она присоединилась к Церкви объединения в 1955 году.  В январе 1959 года основатель церкви Мун Сон Мён отправил её в Соединенные Штаты в качестве миссионера.
В 1960-х годах, будучи миссионером в Орегоне и Калифорнии, Ким работала над продвижением теологии Церкви объединения среди основных христианских церквей США. Она также была первым переводчиком с корейского на английский язык труда «Божественный принцип», вероучения церкви. 
С 1975 по 1988 год она была профессором систематического богословия в Теологической семинарии объединения в Барритауне, штат Нью-Йорк, США. Среди преподавателей она была первым членом Церкви объединения на факультете.
Ким умерла 30 сентября 1989 года в Республике Корея.

## Труды
- Kim, Young Oon. A study of symbols and allegories in the Fourth Gospel, 1951,  Victoria University, Toronto
- Kim, Young Oon. The Divine Principles, 1963, The Holy Spirit Association for the Unification of World Christianity (Unification Church)
- Kim, Young Oon. Divine Principle and its Application, 1980, The Holy Spirit Association for the Unification of World Christianity
- Kim, Young Oon. For God's Sake, 1972, The Holy Spirit Association for the Unification of World Christianity
- Kim, Young Oon. World Religions: India's religious quest, 1976, Golden Gate Publishing Company
- Kim, Young Oon. World Religions: Faiths of the Far East, 1976, Golden Gate Publishing Company
- Kim, Young Oon. Unification theology & Christian thought, 1976, Golden Gate Publishing Company
- Kim, Young Oon. Unification Theology, 1980, The Holy Spirit Association for the Unification of World Christianity
- Kim, Young Oon. New methods of group Bible study in Korea: with focus on the Korean Methodist Church, 1982, San Francisco Theological Seminary
- Kim, Young Oon. The Types of Modern Theology, 1983, The Holy Spirit Association for the Unification of World Christianity
- Kim, Young Oon. An introduction to theology, 1983, The Holy Spirit Association for the Unification of World Christianity
- Kim, Young Oon. Unification theology in comparative perspectives, 1988, Unification Theological Seminary
- Kim, Young Oon. Living Religions of the Middle East. Соединенные Штаты Америки: Golden Gate Publishing Company, 1976.

## Внешние ссылки
- Мун Сон Мён, которого я знаю, Ким Ён Ун , 1988
- Современная христология